# Incêndio do supermercado Ycuá Bolaños
O incêndio do supermercado Ycuá Bolaños ocorreu em 1 de agosto de 2004 na cidade de Assunção, Paraguai. O supermercado de três andares e o complexo comercial, que incluía restaurantes, escritórios e uma garagem de estacionamento subterrânea, pegaram fogo, causando duas explosões no primeiro andar. Para piorar a situação, quando o pânico tomou conta do estabelecimento, os donos e o gerente fecharam as portas do local, para evitar que as pessoas saíssem sem pagar. O fogo demorou sete horas para ser controlado pelos bombeiros. Inicialmente, relatou-se que pelo menos 275 pessoas morreram, incluindo muitas crianças, porém o relatório final confirmou 374 mortes (deixando 204 órfãos), 9 desaparecidos e quase 500 pessoas feridas. Acredita-se que a causa foi uma chaminé defeituosa, por onde escaparam gases inflamáveis quentes no teto.

## Julgamento
Em 2 de fevereiro de 2008, foi montado um tribunal para os dirigentes do supermercado e acusou-os de homicídio negligente. Juan Pío Paiva, presidente da companhia, recebeu uma sentença de 12 anos de prisão. Seu filho Víctor Daniel Paiva, foi sentenciado a 10 anos de cadeia. O chefe de segurança Daniel Areco, que fechou as portas, foi condenado a 5 anos de prisão. Adicionalmente, o acionista Humberto Casaccia, foi sentenciado a 2 anos e meio de prisão por pôr em perigo pessoas no local de trabalho.